# Madeleine Delbrêl

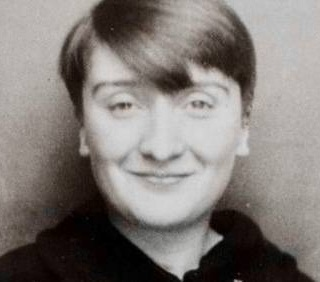
Madeleine Delbrêl als junge Frau

Madeleine Delbrêl (* 24. Oktober 1904 in Mussidan; † 13. Oktober 1964 in Ivry-sur-Seine) war eine französische Schriftstellerin und katholische Mystikerin. Die katholische Kirche betreibt seit 1993 ein Seligsprechungsverfahren für Madeleine Delbrêl.

## Leben

### Kindheit und Jugend
Am 24. Oktober 1904 wurde Madeleine Delbrêl in der südfranzösischen Stadt Mussidan geboren. Ihr Vater war ein Eisenbahnbeamter, der künstlerisch-schriftstellerisch begabt war und lieber Journalist geworden wäre. Sein exzentrischer Charakter belastete das Familienleben der Delbrêls. Zudem beeinflussten seine antiklerikal-liberale Lebenseinstellung sowie die atheistischen Denkweisen seiner Freunde Madeleines Kindheit und Jugend. Ihre Mutter, Tochter eines Fabrikbesitzers, kam aus der bürgerlichen Schicht und verkörperte auch deren Werte. Bis zu ihrem neunten Lebensjahr wechselte Madeleine, bedingt durch den Beruf ihres Vaters, neunmal den Wohnsitz. Es war eine schwere Zeit für das Mädchen, da es sich nirgends heimisch fühlte und keine festen Freundschaften aufbauen konnte. Da ein regelmäßiger Schulbesuch unmöglich war, erhielt sie Privatunterricht und entwickelte ihre Begabung im schriftstellerischen, musikalischen und künstlerischen Bereich.
Als Madeleine zehn Jahre alt war, brach der Erste Weltkrieg aus. In Angesicht der schrecklichen Geschehnisse und beeinflusst von den atheistischen Freunden des Vaters, bekannte sie sich mit sechzehn Jahren überzeugt zum Atheismus. Zu dieser Zeit studierte sie bereits an der Sorbonne in Paris Kunst und Philosophie.

### Kontakt mit dem Christentum
In Paris lernten Madeleine Delbrêl und Jean Maydieu sich kennen, und sie verliebten sich ineinander. An ihrem 19. Geburtstag wurde die Verlobung bekannt gegeben. Madeleine Delbrêl kam durch Maydieu mit dem Christentum in Kontakt und setzte sich mit ihm auseinander. Doch Jean Maydieu, der schon früher seine Berufung gespürt hatte, verließ sie und trat in das Noviziat der Dominikaner ein. Zudem verlor Delbrêls Vater das Augenlicht, worunter die ganze Familie litt. Madeleine Delbrêl geriet in eine Krise und wurde schwer krank.
In der Verarbeitung dieses Schmerzes suchte Delbrêl nach der tiefsten Quelle der Liebe, die sie in der Beziehung erlebt hatte. Zudem imponierte ihr die innere Sicherheit und das Vertrauen, aus dem Jean und seine Kameraden lebten. Sie kam zu dem Schluss, dass die Existenz Gottes logischerweise genauso wahrscheinlich sei wie seine Nicht-Existenz. In dieser Situation entschloss sie sich, zu beten, und erlebte in diesen Begegnungen mit Gott ihre Bekehrung. Nach ihrer Bekehrung erwog sie, in den Karmel einzutreten. Da sie zu Hause bei ihrem blinden Vater gebraucht wurde, gab sie aber den Gedanken daran schließlich auf.
Über den Kontakt zur Pfarrgemeinde lernte sie Abbé Jacques Lorenzo kennen, der sie auf ihrem Weg unterstützte und ihr vorschlug, sich in der Pfarrei zu engagieren. So wurde sie zunächst Gruppenführerin bei den Pfadfindern. Mehr und mehr erkannte Delbrêl, dass ihr Leben mit Gott bei den Menschen und ohne Trennwände sein sollte. So begann sie im Oktober 1931 eine Ausbildung als Sozialarbeiterin an der École Montparnasse, da sie in diesem Beruf eine Möglichkeit sah, ihren Glauben mitten in der Welt zu leben.

### Ivry
In der Pfadfindergruppe äußerten mehrere Mitglieder den Wunsch, eine Caritasgruppe zu gründen und dort als Laien ein Leben nach den evangelischen Räten zu leben. Am 15. Oktober 1933 kam Madeleine Delbrêl mit zwei Gefährtinnen nach Ivry, um dies zu beginnen und die dortige Sozialstation zu übernehmen.
Aufgrund des guten Standorts nahe Paris und der vorzüglichen Infrastruktur durch Eisenbahnanschluss und der Lage an der Seine erlebte die Industrialisierung in der Stadt einen großen Aufschwung. Es entstanden zahlreiche Fabriken und viele Arbeiter kamen nach Ivry. Wegen der Lebensumstände der Arbeiter hatte die kommunistische Partei politisch großen Erfolg, da sie versprach, sich der Probleme anzunehmen. Ivry war die erste französische Stadt, die kommunistisch regiert wurde. Christliche Kreise reagierten darauf schockiert und distanzierten sich zunächst. Trotz der Spannungen gab es aber Annäherungsversuche, und die Kirche schuf soziale Einrichtungen.
Je mehr Madeleine und ihre Gefährtinnen mit den Lebensumständen der Arbeiter in Berührung kamen, umso weniger konnten sie die Gleichgültigkeit der Gläubigen, vor allem der christlichen Arbeitgeber, gegenüber der Ungerechtigkeit verstehen. Die einzige Instanz, die sich der Not der Arbeiter annahm, war die kommunistische Partei; so arbeiteten sie auch mit dieser zusammen. Mit dem kommunistischen Adjunkt des Bürgermeisters der Stadt, Venise Gosnat, verband sie eine langjährige Freundschaft.
In der Aktion „Die ausgestreckte Hand“ schlossen sich 1936 die Kommunisten und die Christen gegen die Faschisten zusammen. Neben sozialen Aktionen ermöglichte dies auch die konkrete Begegnung der Kirche mit den Ungläubigen der Stadt. Insgesamt stellte der Kommunismus für Madeleine in dieser Zeit eine große Versuchung dar. Aufgrund der sozialen Aktionen überlegte sie, sich ihm anzuschließen. Als sie jedoch durch das Studium des Evangeliums und der Schriften Lenins feststellte, dass der Marxismus zutiefst atheistisch geprägt ist, distanzierte sie sich vom Kommunismus.
Ihre wichtigste Aufgabe sahen Madeleine und ihre Gefährtinnen in der Erfüllung des Doppelgebotes der Liebe. Sie lebten in einer Gemeinschaft, die auf jede Ordensregel, Gelübde und Klausur verzichtete. Sie wollten ein kontemplatives Leben inmitten der Stadt führen. Zusammen mit den Kommunisten setzten sie sich für soziale Gerechtigkeit ein, wollen aber auch gerade in diese atheistische Umgebung die Botschaft des Evangeliums bringen, indem sie danach lebten.

### Zweiter Weltkrieg
Schon vor Kriegsbeginn erlebte Madeleine auf einer Reise nach Deutschland die Gefahr, die vom Nationalsozialismus ausging, ahnte den Krieg voraus und war bereit, in ihrem Rahmen als Fürsorgerin in Ivry gegen das Regime zu kämpfen. Nun wurde ihr während des Krieges die Leitung der Sozialdienste der ganzen Region anvertraut, die sie nachher unter den Kommunisten fortführte. Diese Jahre waren geprägt von Evakuierungsaktionen, der Hilfe für von Verhaftung Bedrohte, Familienzusammenführungen, Schaffung von Einrichtungen, Ausbildungskursen für die benötigten Fürsorgerinnen und Beheben der Schäden der Bombardierungen.

### Mission de France und Arbeiterpriester
Neben den materiellen und sozialen Problemen war diese Zeit auch von einer Entchristlichung der Bevölkerung und einem sich weiter ausbreitendem Atheismus geprägt. Folgen waren die Reformbewegung der katholischen Kirche in Frankreich, die Madeleine begrüßte. Auf Anregung von Kardinal Emmanuel Suhard wurde ein Priesterseminar gegründet, das Priester dazu ausbildete, besonders in entchristlichten Gebieten zu wirken und auch dort zu leben, die sogenannten Arbeiterpriester. Diese neue Bewegung, die sich Mission de France nannte und am 1. Juli 1943 gegründet wurde, hatte vor allem nach Kriegsende großen Zulauf und breitete sich rasch aus. Schließlich war sie auch nicht mehr auf Priester begrenzt, es schlossen sich ihr auch zahlreiche Ordensleute und Laien an. Für die Gruppe um Madeleine stellte sich die Frage, ob sie sich formell der Mission de France angliedern sollten. Doch sie fürchteten die Folgen einer Institutionalisierung und beschlossen, der Mission de France verbunden zu bleiben, ohne sich formell anzuschließen.
Nachdem es in der Gemeinschaft verstärkt Spannungen aufgrund ihres politischen Engagements gab, kündigte Madeleine 1946 ihre Stellung im Rathaus und zog sich aus dem öffentlichen Dienst zurück. Von nun an führte sie für die Gemeinschaft den Haushalt und kümmerte sich um die zahlreichen Gäste. Sie unterstützte alleinerziehende Mütter mit Kindern, Arbeitslose, streikende Arbeiter und spanische Widerstandskämpfer und setzte sich für die Freilassung politischer Gefangener in Spanien und USA ein.
1952 verstärkte sich nach dem schon eher erlassenen Verbot der Zusammenarbeit der Arbeiterpriester und Kommunisten die Krise der Arbeitermission. Die Arbeiterpriester verloren einerseits den Rückhalt der von Anfang an skeptischen römisch-katholischen Bischöfe und wurden andererseits von den politisch Linken als „kommunismusfeindlich“ beschuldigt. Madeleine reiste nach Rom, um für die Mission de France und die Arbeiterpriester zu beten. Doch die Kirche brach 1953 das Experiment der  Arbeiterpriester ab. Madeleine unternahm eine zweite Reise nach Rom und erhielt auch eine Audienz bei Papst Pius XII., bei dem sie auch den Staatssekretär kennenlernte, der 1958 bei der kirchlichen Anerkennung der Lebensform Madeleines und ihrer Gemeinschaft eine große Rolle spielte.
1954 wurde die „Mission de France“ wieder eingeschränkt erlaubt, jedoch 1959 erneut verboten. Darüber hinaus wurde Madeleine durch den Tod ihrer Eltern und anderer nahestehender Personen getroffen und war fast ständig krank.
1961 wurde Madeleine von Erzbischof Victor Sartre von Antananarivo gebeten, bei den Vorbereitungen für das von Johannes XXIII. angekündigte Zweite Vatikanische Konzil mitzuarbeiten. Schließlich schickte sie dem Erzbischof Notizen zum Thema „Das Verhältnis von Glauben und Geschichte, von Zeitlichkeit und Ewigkeit“ zu.
Madeleine Delbrêl starb am 13. Oktober 1964 im Alter von 59 Jahren an einem Schlaganfall.

## Seligsprechungsprozess
Papst Johannes Paul II. eröffnete 1993 das Seligsprechungsverfahren, dessen diözesane Vorbereitungen 1990 von Bischof François Frétellière abgeschlossen wurden. Papst Franziskus erkannte ihr am 26. Januar 2018 den heroischen Tugendgrad zu und erhob Madeleine Delbrêl damit zur ehrwürdigen Dienerin Gottes. Als Voraussetzung für die Seligsprechung ist nun noch die Anerkennung eines ihrer Fürbitte zugeschriebenen Wunders notwendig.

## Werke (in deutscher Übersetzung)
- Auftrag des Christen in der Welt ohne Gott. Vollständige und überarbeitete Neuausgabe, Johannes Verlag Einsiedeln, Freiburg 2000.
- Wir Nachbarn der Kommunisten. Diagnosen. Übertragung und Vorwort von Hans Urs von Balthasar, Johannes Verlag Einsiedeln, Freiburg 1975.
- Gebet in einem weltlichen Leben. Auswahl, Vorwort und Übertragung von Hans Urs von Balthasar, Johannes Verlag Einsiedeln, Freiburg, 5. Auflage, 1993.
- Frei für Gott. Über Laien-Gemeinschaften in der Welt. Vorwort und Übertragung von Hans Urs von Balthasar, Johannes Verlag Einsiedeln, Freiburg, 2. Auflage 1991.
- Leben gegen den Strom. Denkanstöße einer konsequenten Christin. Übertragung von Katja Boehme, Herder, Freiburg 1992